# Who shot J.R.?
Who shot J.R.? is een advertentiecatchphrase uit 1980, bedacht ter promotie van de televisieserie Dallas. 
De catchphrase kwam voort uit de cliffhanger waarmee het seizoen van 1979-1980 eindigde. In de laatste aflevering van dit (derde) seizoen, uitgezonden op 21 maart 1980, werd het personage J.R. Ewing – gespeeld door Larry Hagman – door een onbekend persoon neergeschoten. Fans moesten gedurende de hele zomer wachten op het volgende seizoen om antwoord te krijgen op de vraag wie de schutter was. Dit leidde tot een grote marketingscampagne. T-shirts met als opschrift "Who shot J.R.?" en "I shot J.R." werden razend populair. 
Het personage dat J.R. Ewing neerschoot bleek uiteindelijk Kristin Shepard, gespeeld door Mary Crosby. Zij was de schoonzuster van J.R. en tevens zijn geheime minnares. Zij wilde J.R. vermoorden in een vlaag van woede toen deze haar te kennen gaf niet met haar verder te willen, ondanks haar zwangerschap die ze aan hun geheime liefde over had gehouden. De aflevering waarin deze onthulling eindelijk kwam, was destijds het best bekeken tv-programma ooit in VS met 83.000.000 kijkers; dit werd pas in 1983 verbroken door de laatste aflevering van MASH.